# محمد الغول
الفريق أول محمد الغول أو الجنرال محمد الغول (1 اغسطس1960-) ، هو عسكري تونسي من الضباط القادة في القوات المسلحة التونسية ، وهو يشغل حاليا منصب رئيس أركان القوات البرية منذ تعينه في 1 يونيو 2018 من قبل الرئيس الباجي قائد السبسي خلفا للقائد السابق إسماعيل الفتحلي 

## سيرته
انضمّ إلى صفوف الجيش الوطني التونسي في 20 أغسطس 1980. تلقى تكوينه العسكري بالأكاديمية العسكرية بفندق الجديد (1980-1984) وقام بتربّص اختصاص مدفعية (1985-1986) وبتربّص دروس النقباء مدفعية (1990-1991) في تونس ثمّ بالولايات المتحدة الأمريكية (1992). كما قام بتربّص بمدرسة الأركان (1996-1997) وبالمدرسة الحربية العليا (2002-2003) وتابع دروس معهد الدفاع الوطني (2015-2016). [1]
في الفترة من 2016 حتى 2018، كان الجنرال الغول ملحقاً عسكرياً لتونس في الولايات المتحدة. في 1 يونيو 2018، ترقى لرتبة جنرال، وتقلد رئاسة أركان القوات البرية التونسية.